# José Luiz Bulhões Pedreira
José Luiz Bulhões Pedreira Netto (Rio de Janeiro, 1 de julho de 1925 - 24 de outubro de 2006) foi um advogado brasileiro.

## Biografia
Era o segundo filho de Mário Bulhões Pedreira e Carmen Costa Rodrigues Bulhões Pedreira.
Estudou no Colégio Santo Inácio.
Em 1947 se formou em direito pela Faculdade Nacional de Direito da UFRJ.
Em 1946, casou-se com Gilda Pessôa Raja Gabaglia, com quem teve dois filhos: Mário, que morreu aos 18 anos quando praticava caça submarina em Búzios, e Carlos Eduardo. Separou-se de Gilda em 1953. Posteriormente, uniu-se com Tharcema Cunha de Abreu, com quem se casou em 1986.

### BNDE
Em 1952 o Banco Nacional de Desenvolvimento Econômico (BNDE) foi criado pelo presidente Getúlio Vargas. Nesse mesmo ano José Luiz entrou no banco como advogado.
Em 1954, aos 32 anos, foi nomeado chefe do Departamento Jurídico do BNDE por Roberto Campos, permanecendo na função até meados de 1957.
Também participou do Conselho Nacional de Desenvolvimento, durante o mandato de Juscelino Kubitschek.
José Luiz participou da elaboração da Lei 3470 de 1958 que introduziu a correção monetária. O objetivo era evitar a tributação do lucro fictício gerado pela super inflação. Subsequentemente a Lei 4357 trataria do assunto no contexto do imposto de renda.
Em 1958, o presidente Juscelino Kubitschek assinou o acordo de Roboré com a Bolívia. Esse visava ajustar um tratado de 1938 sobre a exploração conjunta de petróleo na Bolívia. O BNDE foi encarregado de escolher empresas brasileiras que fariam o trabalho; escolheu cinco. O acordo gerou enorme polêmica que acabou com a demissão de Roberto Campos e José Luiz do BNDE.
Trabalhou como consultor jurídico da Central Elétrica de Furnas (1957-1958), do Ministério da Viação e Obras Públicas (1956-1958), dos ministros Lucas Lopes (1958-1959), Walther Moreira Salles (1961-1963), Miguel Calmon (1961-1963) e San Tiago Dantas (1961-1963).

### Escritório particular
Depois do seu trabalho no BNDE, José Luiz montou escritório particular de advocacia e não voltou ao governo. Seu sócio era Antonio Fernando de Bulhões Carvalho.
Colaborou na elaboração de diversas leis dos governos de Castello Branco, Ernesto Geisel, José Sarney, Itamar Franco e Fernando Henrique Cardoso.
Após o golpe de março de 1964, o governo de Humberto Castello Branco aprovou uma série de importantes leis. José Luiz participou da elaboração de todas elas.
- Lei 4330 (Lei das Greves): 10 de junho de 1964
- Lei 4357 (Reforma do Imposto de Renda e criação das ORTNs): 16 de julho de 1964
- Lei 4380 (Lei do Banco Nacional de Habitação): 21 de agosto de 1964
- Lei 4400 (Lei do salário-educação): 31 de agosto de 1964
- Emenda 10 (Desapropriação de terras para pagamento da dívida pública): 1 de novembro de 1964
- Lei 4494 (Lei do inquilinato): 17 de novembro de 1964
- Lei 4504 (Estatuto da Terra): 30 de novembro de 1964
- Lei 4591 (Lei dos condomínios e incorporações): 16 de dezembro de 1964
- Lei 4595 (Lei do Banco Central): 31 de dezembro de 1964

Participou da elaboração da Lei 4728 de 14 de julho de 1965, chamada Lei do Mercado de Capitais.
Participou da redação da lei do FGTS (Lei 5107, de 13 de setembro de 1966).
Trabalhando com Alfredo Lamy Filho, elaborou o anteprojeto de lei que veio a ser convertido na Lei de Sociedades Anônimas (Lei 6404, de 15 de dezembro de 1976), elaborada a pedido do ministro da Fazenda Mário Henrique Simonsen.
Participou da elaboração da lei que criou da Comissão de Valores Mobiliários (CVM, Lei 6385, de 7 de dezembro de 1976). Foi inspirada no modelo da norte-americana SEC (Securities and Exchange Commission).
Em 1982 criou o Instituto de Estudo de Direito da Economia (Iede).
Produziu diversos estudos sobre imposto de renda, incorporação ou cisão de empresas e concessão de energia elétrica, bem como o mais importante estudo sobre o Plano Real (Lei 9069, de 29 de junho de 1995).
Participou da elaboração da nova lei brasileira de falências (Lei 11101, de 9 de fevereiro de 2005).

#### Projeto Jari
Contribuiu também de forma decisiva na organização jurídica do Projeto Jari, um programa agroindustrial do Brasil que não deu certo.[carece de fontes?]

### Morte
Faleceu em 24 de outubro de 2006, vítima de um câncer no pulmão.
Foi sepultado no Cemitério São João Batista, em Botafogo, Rio de Janeiro.

## Obras
- Anteprojeto de Código de Navegação Marítima e Interior (1957)
- Regulamento dos Serviços Portuários (1959)
- Projeto de banco de investimentos (1963)
- Correção Monetária dos Balanços (1966)
- Anteprojeto de Código do Imposto de Renda (Fundação Getúlio Vargas - 1965)
- Imposto de Renda (APEC Editora, 1ª Ed., 1969), (JUSTEC Editora, 2ª Ed., 1971)
- “Manual de Correção Monetária das Demonstrações Financeiras” (ADCOAS Editora, 1ª a 3ª Ed., 1978; 4ª Ed., 1979. Co-autoria de Manoel Ribeiro da Cruz Filho
- Imposto sobre a Renda - Pessoas Jurídicas (Ed. JUSTEC - ADCOAS, 2 vols., 1979)
- Finanças e Demonstrações Financeiras das Companhias (Ed. Forense, 1ª Ed. e 2ª Ed., 1989)
- "A Lei das S/A”, co-autoria de Alfredo Lamy Filho (Ed. Renovar, 1ª Ed., 1982; 2ª Ed., 1996 ; 3ª Ed., 1997)
- Direito das Companhias (Ed. Forense, 2009). Co-autor.